# Miguel Ángel Calleja
Miguel Ángel Calleja Senante (nacido el 5 de septiembre de 1974) es un periodista y comentarista deportivo de tenis y fútbol americano en #Vamos y Movistar Deportes.

## Carrera
Actualmente MAC se dedica a narrar los partidos de tenis y NFL en #Vamos y Movistar Deportes.